# إيماني (فلم)
إيماني (بالإنجليزية: Imani)، هُو فيلم دراما أوغندي سويدي صدر سنة 2010، وهُو من إخراج كارولين كاميا. عُرض الفيلم لأول مرة على التلفزيون البريطاني على قناة The Africa Channel International، يوم الأربعاء 20 فبراير 2013.

## وصلات خارجية
- إيماني  في قاعدة بيانات الأفلام على الإنترنت (بالإنجليزية)